# Антуан і Антуанетта (фільм)
«Антуан і Антуанетта» (фр. Antoine et Antoinette) — французький кінофільм режисера Жака Беккера 1947 року.

## Сюжет
В п'ятницю ввечері Антуан, працівник типографії, і Антуанетта, працівниця магазину на Єлисейських полях, повертаються з роботи додому. Антуанетта піддається постійним домаганням одного торгівця, окрім цього, пара постійно потерпає від матеріальних проблем. Все це дає їм приводи для сварок. Але одного разу їхня доля робить крутий поворот: куплений Антуанеттою лотерейний білет виявляється виграшним. Після цього наступає купа подій: втрата білета, його пошуки, прогулянка на човні озером у Булонському лісі, гра у футбол у королівському парку…

## У ролях
- Роже Піго — Антуан Мулен
- Клер Маффеї — Антуанетта Мулен
- Ноель Роквер — мосьє Ролан
- Аннетта Пуавр — Жульетта
- Жак Мейран — мосьє Барбело
- Жерар Урі — галантний клієнт
- Шарль Камю — власник тютюнової крамниці
- Луї де Фюнес — Еміль, працівник в магазині та гість на весіллі

## Нагороди
- 1947: Премія за найкращий психологічний фільм про кохання на Каннському кінофестивалі